# Erimyzon tenuis
Erimyzon tenuis är en fiskart som först beskrevs av Louis Agassiz, 1855.  Erimyzon tenuis ingår i släktet Erimyzon och familjen Catostomidae. Inga underarter finns listade i Catalogue of Life.